# Corte raso

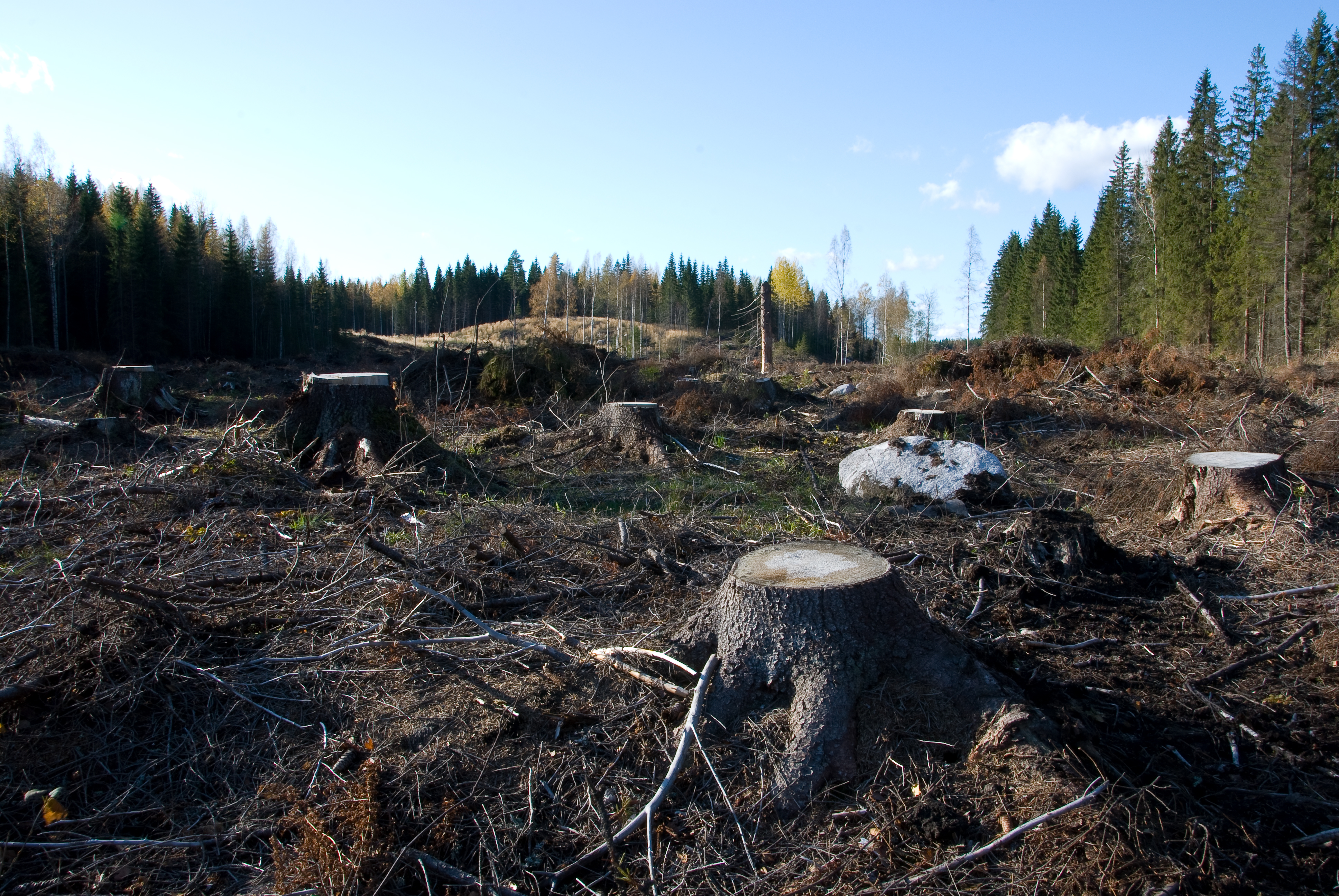
Corte raso no sul da Finlândia.

Corte raso é uma prática florestal da indústria madeireira na qual a maioria das árvores em uma área ou todas elas são cortadas uniformemente. Essa técnica é usada por silvicultores para criar certos tipos de ecossistemas florestais e propagar determinadas espécies que requerem uma abundância de luz solar. Empresas madeireiras e sindicatos de trabalhadores florestais em alguns países apoiam a prática por razões científicas, de segurança e econômicas, enquanto os detratores a consideram uma forma de desmatamento que destrói habitats naturais e contribui para as mudanças climáticas.
O corte raso é o método de extração de madeira mais comum e economicamente rentável. No entanto, também pode criar efeitos colaterais prejudiciais, como a perda de solo superficial, cujos custos são intensamente debatidos por interesses econômicos, ambientais e outros. Além da finalidade de retirar madeira, o corte raso é usado para criar terras para a agricultura. Em última análise, os efeitos do corte raso na terra dependerão de quão bem ou mal a floresta é manejada, e se ela é convertida para usos não florestais da terra após o corte raso.
Embora o desmatamento de florestas temperadas e tropicais por meio de corte raso tenha recebido considerável atenção da mídia nos últimos anos, as outras grandes florestas do mundo, como a taiga (também conhecida como floresta boreal), também estão sob ameaça de rápido desenvolvimento. Na Rússia, América do Norte e Escandinávia, a criação de áreas protegidas e a concessão de arrendamentos de longo prazo para cuidar e regenerar árvores – maximizando assim as colheitas futuras – estão entre os meios usados para limitar os efeitos nocivos do corte raso. Estudos de longo prazo de florestas cortadas, como os estudos da floresta tropical de Pasoh na Malásia, também são importantes para fornecer informação sobre a preservação dos recursos florestais em todo o mundo.

## Tipos
Existem muitas variações de corte raso; as práticas profissionais mais comuns são:
- Corte raso padrão (uniforme) – remoção de todas as hastes (seja comercialmente viável ou não), para que nenhuma copa permaneça.
- Patch clearcut – remoção de todas as hastes em uma área limitada e predeterminada (remendo).
- Corte raso em tira – remoção de todas as hastes em uma fileira (faixa), geralmente colocadas perpendicularmente aos ventos predominantes, a fim de minimizar a ação das rajadas de vento.[11]
- Corte raso com reservas – remoção da maioria dos caules em pé, deixando alguns para outros fins (por exemplo, como galhos para habitat de vida selvagem) (muitas vezes confundido com o método que mantém árvore de sementes).
- Corte e queima – a conversão permanente de florestas tropicais e subtropicais para fins agrícolas. Isso é mais prevalente em florestas tropicais e subtropicais, onde o crescimento populacional cria necessidade de terras para pequenos proprietários em países em desenvolvimento e menos desenvolvidos. O corte e queima envolve a remoção de todas as hastes em uma área específica. Isso pode ser uma forma de desmatamento, quando a terra é convertida para outros usos. No entanto, alguns povos indígenas da floresta, por exemplo, os finlandeses da floresta do século XIX, fazem um manejo de rotação, permitindo que a floresta retorno; o que é mais sustentável. As técnicas de corte e queima são normalmente usadas por civis em busca de terras para viver e para fins agrícolas. A floresta é primeiro desmatada e o material restante é queimado. Uma das forças motrizes por trás desse processo é resultado da superpopulação e subsequente expansão. Esses métodos também ocorrem como resultado da agricultura comercial. A madeira é vendida com lucro, e a terra, limpa de todos os arbustos remanescentes e adequada para o desenvolvimento agrícola, é vendida aos agricultores.[5]

O corte raso contrasta com o corte seletivo, como o alto nivelamento, em que apenas árvores de valor comercial são colhidas, deixando todas as outras. Essa prática pode reduzir a viabilidade genética da floresta ao longo do tempo, resultando em descendentes mais pobres ou menos vigorosos no povoamento. O corte raso também se diferencia de um sistema de talhadia, por permitir a revegetação por mudas. Além disso, as formas destrutivas de manejo florestal são comumente chamadas de 'corte raso'.

## Regeneração, colheita ou sistema de corte raso
O corte raso pode ser diferenciado em:
- Corte raso - corte limpo por exploração completa e remoção de todas as árvores em uma operação ... um método de colheita;
- Método de corte raso - um método para regenerar uma comunidade de idade uniforme, removendo todas as árvores maduras; e
- Sistema de corte raso - um sistema silvicultural que incorpora o método de corte raso para remover (limpar) a comunidade madura de árvores  em uma área considerável de uma só vez.[12]

A confusão entre esses diferentes usos do termo é comum.
Um corte raso se distingue da extração seletiva, onde normalmente apenas algumas árvores são colhidas por hectare em proporções ditadas pelos objetivos de manejo. O corte raso também é distinto do uso do fogo  e do desbaste florestal. Nestes dois últimos, é prática comum deixar árvores consideradas indesejáveis, como as que estão muito doentes, atrofiadas ou pequenas para serem comercializadas. A extração seletiva geralmente é praticada em áreas com acesso a infraestrutura.

## Efeitos no meio ambiente
Grupos ambientalistas consideram que o corte raso é destrutivo para a água, o solo, a vida selvagem e a atmosfera e recomendam o uso de alternativas sustentáveis. O corte raso tem um impacto muito grande no ciclo da água; já que as árvores retêm água e solo superficial. O corte raso nas florestas remove as árvores (que, se fossem mantidas, estariam transpirando grandes volumes de água) e também danifica fisicamente as gramíneas, musgos, líquens e samambaias que povoam o sub-bosque. Toda essa biomassa normalmente retém água durante as chuvas. A remoção ou dano da biota reduz a capacidade local de retenção de água, o que pode agravar as inundações e levar ao aumento da lixiviação de nutrientes do solo. A perda máxima de nutrientes ocorre por volta do segundo ano e retorna aos níveis pré-corte no quarto ano.
O corte raso também evita que as árvores sombreiem as margens dos rios; o que eleva a temperatura das margens e dos rios, contribuindo para a extinção de algumas espécies de peixes e anfíbios. Como as árvores não seguram mais o solo, as margens dos rios erodem cada vez mais como sedimentos na água, criando excesso de nutrientes que exacerbam as mudanças no rio e criam problemas a quilômetros de distância, no mar. Todos os sedimentos e nutrientes extras que escoam para os córregos fazem com que a acidez do córrego aumente, o que pode matar a vida marinha se o aumento for grande o suficiente. O teor de nutrientes do solo voltou a 5% dos níveis pré-corte após 64 anos, o que demonstra como o corte raso afeta o meio ambiente por muitos anos.

O corte raso pode destruir a integridade ecológica de uma área de várias maneiras, incluindo: a destruição de zonas de amortecimento que reduzem a gravidade das inundações ao absorver e reter a água; a remoção imediata da cobertura da floresta, que destrói o habitat de muitos insetos e bactérias dependentes da floresta tropical; a remoção dos sumidouros de carbono da floresta, levando ao aquecimento global através do aumento do acúmulo de dióxido de carbono induzido pelo homem e natural na atmosfera; a eliminação de espécies de peixes e animais selvagens devido à erosão do solo e perda de habitat; a remoção de vermes subterrâneos, fungos e bactérias que condicionam o solo e protegem as plantas que crescem nele de doenças; a perda de oportunidades econômicas de pequena escala, como colheita de frutas, extração de seiva e extração de borracha; e a destruição de valores estéticos e oportunidades recreativas.

### Impactos negativos
O corte raso pode ter grandes impactos negativos, tanto para os seres humanos quanto para a flora e fauna locais. Um estudo da Universidade de Oregon descobriu que em certas zonas, as áreas desmatadas tinham quase três vezes a quantidade de erosão devido a deslizamentos. Quando as estradas exigidas pelo corte raso foram consideradas, o aumento na atividade de deslizamento pareceu ser cerca de 5 vezes maior em comparação com as áreas florestais próximas. As estradas construídas para corte raso interrompem a drenagem superficial normal porque as estradas não são tão permeáveis quanto a cobertura normal do solo. As estradas também alteram o movimento da água subterrânea devido à redistribuição do solo e da rocha. O corte raso pode levar ao aumento do fluxo do córrego durante tempestades, perda de habitat e diversidade de espécies, oportunidades para espécies invasoras e daninhas e impactos negativos no cenário, como uma diminuição nos valores das propriedades e das oportunidades de recreação, caça e pesca. O corte raso diminui a ocorrência de distúrbios naturais como incêndios florestais e desenraizamento natural. Com o tempo, isso pode esgotar o banco de sementes local.
Em climas temperados e boreais, o corte raso pode afetar a profundidade da neve, que geralmente é maior em uma área de corte raso do que na floresta, devido à falta de interceptação e evapotranspiração. Isso resulta em menos congelamento do solo, que em combinação com níveis mais altos de luz solar direta resulta no derretimento da neve que ocorre mais cedo na primavera e no pico de escoamento mais cedo.
As florestas tropicais do mundo podem desaparecer completamente em cem anos com a taxa atual de desmatamento. Entre junho de 2000 e junho de 2008, mais de 150.000km² de floresta tropical foram desmatados na Amazônia brasileira. Enormes áreas de floresta já foram perdidas. Por exemplo, restam apenas 8% a 14% da Mata Atlântica, na América do Sul. Embora as taxas de desmatamento tenham diminuído desde 2004, espera-se que a perda de florestas continue no futuro próximo. Os agricultores cortam e queimam grandes parcelas de floresta todos os anos para criar pastagens e terras agrícolas, mas o solo pobre em nutrientes da floresta muitas vezes torna a terra inadequada para a agricultura e, dentro de um ou dois anos, os agricultores seguem em frente.

### Perspectivas positivas
O corte raso pode ser praticado para estimular o crescimento e proliferação de espécies arbóreas que requerem alta incidência solar. Geralmente, uma área de colheita maior que o dobro da altura das árvores adjacentes não estará mais sujeita à influência moderadora da floresta no microclima. A largura da área de colheita pode, assim, determinar quais espécies passarão a dominar. Aqueles com alta tolerância a extremos de temperatura, umidade do solo e resistência à herbivoria podem ser estabelecidos, em particular espécies pioneiras sucessionais secundárias.
O corte raso pode ser usado por silvicultores como um método de imitar uma perturbação natural e aumentar espécies sucessionais primárias, como álamo, salgueiro e cereja preta na América do Norte. O corte raso também provou ser eficaz na criação de habitats de animais e áreas de navegação, que de outra forma não existiriam sem distúrbios naturais de substituição de estandes, como incêndios florestais, rajadas de vento em grande escala ou avalanches.
Cortes rasos são usados para ajudar a regenerar espécies que não podem competir em florestas maduras. O corte raso também pode levar ao aumento da diversidade de plantas vasculares na área. Isso é mais pronunciado após alguns anos de corte raso e em florestas ricas em ervas onde ocorreu a escarificação.
Nenhuma mudança significativa na temperatura da água foi observada quando o corte raso foi feito a 100 pés de distância de um rio. Isso sugere que o corte raso é uma possível solução para as preocupações com as mudanças na temperatura da água devido ao corte raso. Os efeitos do corte raso no teor de nutrientes do solo não foram examinados neste estudo.
Mais recentemente, os gestores florestais descobriram que o corte raso de carvalhos ajuda a regenerar as florestas de carvalhos em áreas de solo pobre. As copas das árvores nas florestas de carvalhos costumam sombrear o solo, impossibilitando o crescimento de carvalhos recém-brotados. Quando as árvores maduras são removidas, as mudas têm chance de recuperar a floresta.

### Efeitos sobre a vida selvagem
O corte raso destrói principalmente os habitats, tornando-os mais vulneráveis a danos por insetos, doenças, chuva ácida e vento. A remoção de todas as árvores de uma área destrói os habitats físicos de muitas espécies da vida selvagem. Além disso, o corte raso pode contribuir para problemas para os ecossistemas que dependem das florestas, como os córregos e rios que as atravessam.
No Canadá, a população de veados de cauda preta corre mais risco após o corte raso. Os cervos são uma fonte de alimento para lobos e pumas, bem como para os indígenas das Primeiras Nações e outros caçadores. Enquanto os cervos podem não estar em risco nas cidades e no campo, onde podem ser vistos correndo pelos bairros e se alimentando em fazendas, em áreas de maior altitude eles precisam de abrigo na floresta.

### No Maine
No Maine, uma forma de gestão da terra conhecida como Outcome Based Forestry (OBF) permite uma ampla variedade de colheitas, desde que as árvores removidas não excedam a quantidade de crescimento das árvores. Desde que implementado, este programa levou ao corte raso e ao plantio de monoculturas de árvores em larga escala, e pesquisas da Iniciativa de Soluções de Sustentabilidade da Universidade do Maine descobriram que os 8 milhões de acres de terras florestais certificadas no Maine (principalmente no norte) estão sendo explorados em excesso, levando a longo prazo à redução da estabilidade da retirada de madeira e ao aumento da erosão e poluição na bacia hidrográfica. Essas práticas despertaram preocupações de justiça ambiental em relação à saúde e bem-estar de silvicultores e moradores locais.